# Ligne 276 (Infrabel)

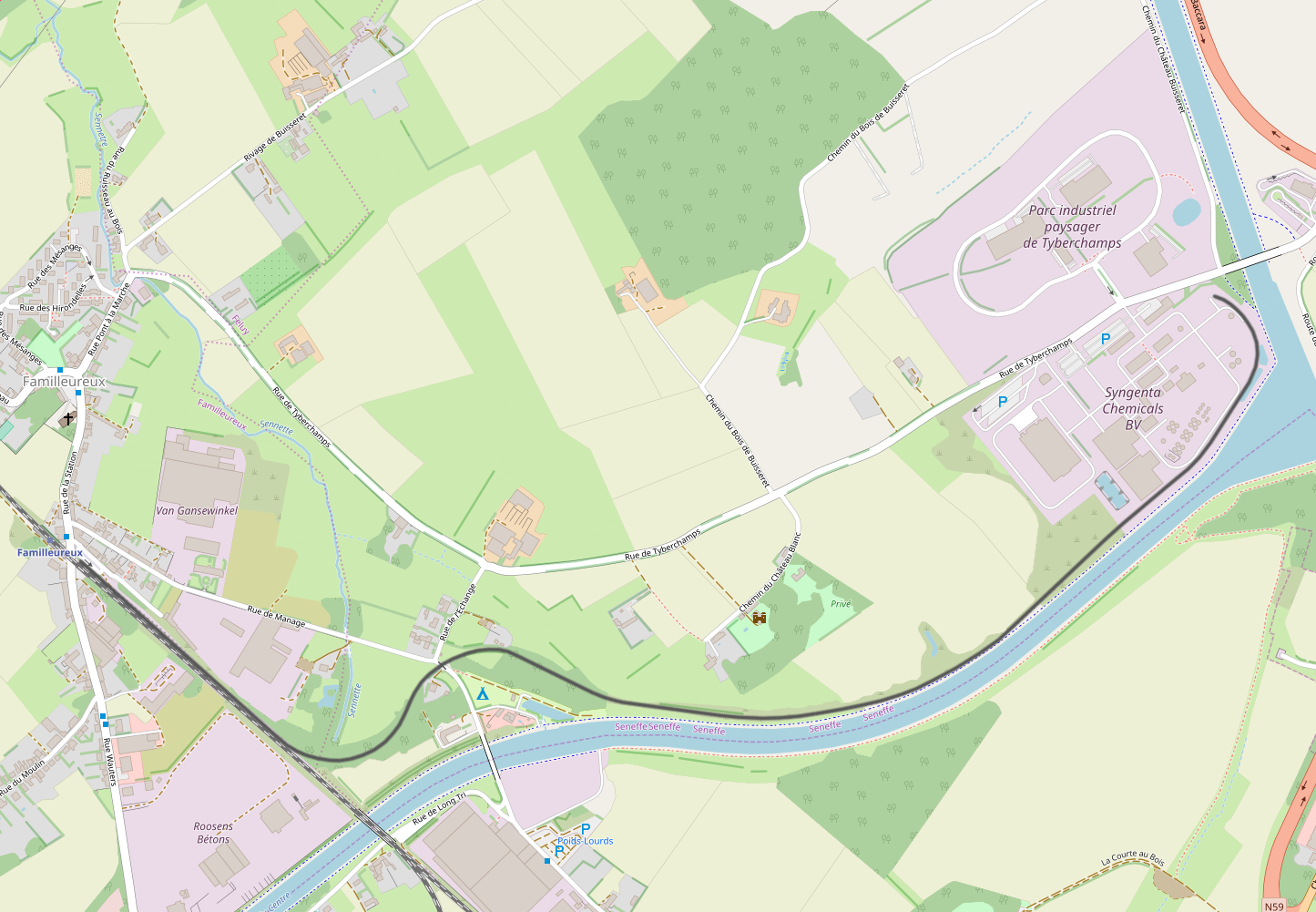
Plan de la ligne 276

La ligne 276 est une ligne ferroviaire industrielle hors service de la commune de Seneffe, en province de Hainaut en Belgique.

## Historique
La ligne 276 était connectée à la ligne 117 (Braine-le-Comte – Luttre) juste avant la gare de Familleureux.
Elle desservait le zoning de Seneffe et aboutissait là où le Canal du Centre se raccorde au Canal Bruxelles-Charleroi. Elle longeait d'ailleurs le Canal du Centre sur presque toute sa longueur.
Entre 2009 et 2015, cette ligne a été intégralement déferrée.